# الموردة (جبلة)

تعديل مصدري - تعديل

الموردة محلة تابعة لقرية عدن الكبر، التابعة لعزلة الشهلي بمديرية جبلة إحدى مديريات محافظة إب في الجمهورية اليمنية، بلغ تعداد سكانها 44 حسب تعداد اليمن لعام 2004.